# Zedekia Zwederkoorn
Zedekia Zwederkoorn is een personage uit de Bommelsaga, geschreven en getekend door Marten Toonder.
Deze advocaat is ongetwijfeld een van de naamgevers van het Rommeldamse advocatenkantoor Zwederkoorn, Woordkramer en Zwederkoorn. Hoewel Heer Bommel in het verhaal De wezelkennis voor het eerst contact heeft met de naamgever van het kantoor, Zedekia Zwederkoorn, is in de latere verhalen meestal Mr. Woordkramer zijn altijd beschikbare raadsman. Voor geld en voorschotten weet deze laatste bekwaam het recht zijn loop te laten vinden. Deze raadsman debuteerde al eerder vakbekwaam in het oudere verhaal De argwaners.
Het kantoor is gevestigd in de Ajuinsteeg in de oude binnenstad van Rommeldam. De naam van het advocatenkantoor, waarin twee keer Zwederkoorn voorkomt, is wellicht ontleend aan de bankiers Pierson, Heldring & Pierson. Een tweede heer Zwederkoorn komt echter in de Bommelsaga niet voor.

## Voetnoot
1. ↑  In het verhaal De achtgever is eerder Bul Super zelfs nog de advocaat van heer Bommel